# Asociace akreditovaných a autorizovaných organizací
Asociace akreditovaných a autorizovaných organizací (AAAO) je spolek sdružující organizace, které poskytují služby nezávislých třetích stran při posuzování shody (Conformity assessment), tj. zkušebních, inspekčních a certifikačních organizací České republiky, členského státu EU, pro výrobce ze třetích zemí. Cílem AAAO je pomáhat výrobcům ze zemí mimo EEA i dovozcům jejich výrobků do EEA a zplnomocněným zástupcům výrobců, sídlícím v zemích EEA.s uváděním výrobků na vnitřní trh EEA.

## Členové AAAO
37 organizací (k 1.5.2016), např.:
- Technický a zkušební ústav stavební Praha, s.p.
- Elektrotechnický zkušební ústav, s.p., Praha
- Strojírenský zkušební ústav, s.p., Brno

## Pravidla vstupu
Výrobek vstupující na vnitřní trh EEA:
- musí být bezpečný;
- musí plnit požadavky příslušných předpisů (EU) na vlastnosti výrobku;
- musí být uplatněny postupy posuzování shody, uvedené v těchto předpisech.